# Monteggio
Monteggio es una comuna suiza del cantón del Tesino, situada en el distrito de Lugano, círculo de Sessa. Limita al noreste con la comuna de Sessa, al este con Croglio, al sur con Cadegliano-Viconago (IT-VA) y Cremenaga (IT-VA), al suroeste con Luino (IT-VA), y al oeste con Dumenza (IT-VA).